# Flash!!!
「Flash!!!」（フラッシュ）は、日本のミクスチャー・ロックバンドKing Gnuの1作目の配信限定シングル。2018年7月13日にPERIMETRONよりデジタルリリースされた。

## 概要
- 自身初の配信限定シングル。
- 2018年6月30日に同曲のMVが公開された[4]。その後再生回数を大きく伸ばし、YouTubeでの再生回数は現在2000万回を突破。
- 表題曲「Flash!!!」のMVは始めてバンドの演奏シーンをフィーチャーした映像に仕上げられていて、本作のプロデュースを手がけたクリエイティブ集団のPERIMETRONは「彼らのステージを初めてみて感じた『衝撃』をそのままに、純度を落とさず撮影した直球勝負の作品になってます」とコメントしている[4]。
- 常田大希曰くこの曲のMVはかなりの自信作だったが、光の点滅が激しい故、TVで放送することが禁止されてしまった[5]。（加工を通し放送されたこともある）
- メンバーである常田大希も、「King Gnuを象徴する曲」とインタビューで語っている[6]。
- この曲は昔からライブで披露されてきた曲で、この曲がライブで演奏される際にはメンバー勢喜遊によるドラム、サンプラーソロをイントロに用いることが多い。また、各メンバーのライブアレンジが多い曲でもある。
- また、2020年3月から9月頃まで NTTドコモ「5G」のCMソングに起用される[7][8]。
- また、同年4月からはノンクレジット扱いながら「所JAPAN」のテーマ曲に使用されている。

## 収録曲
1. Flash!!! - [2:50]
作詞・作曲：常田大希　編曲：King Gnu
  - NTTドコモ『5G』CMソング
  - フジテレビ系『所JAPAN』テーマ曲
  - 1stアルバム『Tokyo Rendez-Vous』の制作が落ち着いた後に制作された楽曲で、配信開始以前からライブ等で披露されており、ブラッシュアップを重ね、現在の形になった[9]。